# Nyugat-Németország
Nyugat-Németországnak, a köznyelvben gyakran  röviden NSZK-nak nevezték Németország nyugati felét a Németországi Szövetségi Köztársaság (más fordításban Német Szövetségi Köztársaság, németül Bundesrepublik Deutschland, BRD) 1949-es megalakulása (május 23.) és 1990-es kibővülése (október 3.) között.
A második világháború után Németországot a négy győztes nagyhatalom megszállási övezetekre osztotta, és 18 tartományt hoztak létre. A három nyugati megszállási övezetben lévő 12 tartomány hozta létre 1949-ben az NSZK-t, melynek fővárosa Bonn lett, majd ez után nem sokkal a szovjet megszállás alatt álló öt tartományból és Berlin szovjet zónájából megalakult a Német Demokratikus Köztársaság (NDK, Kelet-Németország), ahol 1952-ben megszüntették a tartományokat. Végül Berlin három nyugati megszállási övezetéből létrejött a különleges nemzetközi jogállással rendelkező Nyugat-Berlin.
1990-ben az NDK megszűnt, területén újra megalakultak az 1952-ben megszűnt tartományok, Berlin pedig újraegyesült, és e hat tartomány csatlakozott a Németországi Szövetségi Köztársasághoz. Az NSZK tehát a folytonosságát nem veszítette el, de az állam köznyelvi elnevezésében a megosztottságot kifejező jelző értelmét veszítette, ezért a mai Németországra már ritkán használják.

## Történelmi háttér

Megszállási övezetek Németországban 1947-ben. A Lengyelországhoz és a Szovjetunióhoz csatolt keleti területek világos színnel vannak jelölve. A Saar-vidék francia protektorátus lett. Berlint a szövetségesek szintén négy megszállási övezetre osztották.

### Szövetséges döntések a háború végén
1945 tavaszán, a Harmadik Birodalom, azaz a náci Németország kapitulációjával Európában befejeződött a második világháború. A győztes szövetséges hatalmak, Anglia, Franciaország, az Egyesült Államok és a Szovjetunió már korábban, 1945 februárjában Jaltában tárgyalássorozatot kezdtek a háború lezárását követő világpolitikai rendezésekről és ezen a konferencián született döntés arról is, hogy Németországot a legyőzését követően négyhatalmi megszállás alá kell vonni.

### Találkozási vonal
A szovjet erők keletről, a többi szövetséges nyugatról egymás felé közelítve tolták előre a frontokat és morzsolták fel a német ellenállást, majd 1945. április 25-én Torgaunál az amerikai és a szovjet egységek találkozásával elkezdődött a frontvonalak összezárulása. A találkozási vonal (angol kifejezéssel "line of contact") jelentette Németországon belül azoknak a területeknek a határát, amelyeket az előrenyomuló szövetséges erők elfoglaltak.

### Megszállási övezetek
A négyhatalmi megszállás a négy hatalom megszállási övezeteinek (zónáinak) kialakítását jelentette, amelyek viszont nem a frontvonalak találkozási vonala mentén, hanem az egyes német tartományok eredeti határait követve történt. Így a zónák kialakítása 1945 nyarán jelentős csapatmozgásokkal járt, mert a nyugati és a szovjet csapatoknak is kölcsönösen át kellett adniuk egyes területeket. A felosztás eredménye végül a négy zóna lett, az alábbiak szerint:
|                     | brit zóna                                                             | amerikai zóna                                 | francia zóna                                                   | szovjet zóna                                                                |
| ------------------- | --------------------------------------------------------------------- | --------------------------------------------- | -------------------------------------------------------------- | --------------------------------------------------------------------------- |
| megszállt területek | Schleswig-Holstein, Hamburg, Alsó-Szászország, Észak-Rajna-Vesztfália | Bajorország, Hessen, Württemberg-Baden, Bréma | Baden, Rajna-vidék-Pfalz, Württemberg-Hohenzollern, Saar-vidék | Türingia, Szászország, Szász-Anhalt, Brandenburg, Mecklenburg-Elő-Pomeránia |
| parancsnokság helye | Bad Oeynhausen                                                        | Frankfurt am Main                             | Baden-Baden                                                    | Berlin-Karlshorst                                                           |

### Berlin felosztása
Noha Berlin mélyen a szovjet megszállási övezetben helyezkedett el, a szövetségesek döntése értelmében a várost külön négyhatalmi megszállási területre, ún. szektorokra osztották fel, az egyes kerületek határai mentén, az alábbiak szerint:
|                      | brit szektor                                                   | amerikai szektor | francia szektor        | szovjet szektor |
| -------------------- | -------------------------------------------------------------- | --- | ---------------------- | --- |
| városrész            | nyugati-középső                                                | déli-középső | északi                 | keleti |
| megszállt kerületek  | Tiergarten, Charlottenburg–Wilmersdorf, Spandau                | Kreuzberg, Neukölln, Tempelhof, Schöneberg, Steglitz, Zehlendorf | Reinickendorf, Wedding | Mitte, Prenzlauer Berg, Friedrichshain, Pankow, Weissensee, Lichtenberg, Treptow, Köpenick, Marzahn (1979-től), Hohenschönhausen (1985-től), Hellersdorf (1986-tól)                                                                    |
| szektor érdekességek | ebbe a szektorba került a Reichstag és a híres spandaui börtön | ebben a szektorban volt a Nyugat-Berlint sújtó szovjet blokád idején kialakított légihíd bázisa (a tempelhofi katonai repülőtér), a keletnémetek számára torzítatlan híreket szolgáltató RIAS rádióállomás és a híres Checkpoint Charlie ellenőrzőpont | - -                    | ide került a város híres főútja, az Unter den Linden, a végén álló, a város jelképét jelentő Brandenburgi kapuval, valamint a tőle nem messze fekvő náci kormányzati épületekkel és a Hitler utolsó menedékét jelentő bunkerrel együtt |

### A zónahatárok megszilárdulása
A zónákban a háború utáni kaotikus állapotok rendezése, a rendfenntartás, a nácitlanítási eljárások, az ellátás és az újjáépítés megszervezése az adott zónák katonai erőinek feladata volt. A rendfenntartás érdekében a hatóságok a zónák találkozásainál zónahatárokat alakítottak ki, amelyek a terepen kezdetleges drótkerítések, a közlekedési útvonalak metszésében pedig ellenőrzőpontok („checkpointok”) felállítását jelentette. Az ellenőrzőpontok kezdetben a civil és a katonai forgalmat egyaránt ellenőrizték, a későbbiekben feladatuk a katonai forgalom ellenőrzésére korlátozódott.
A megszálló szovjet erők atrocitásai és a szovjet zónában mutatkozó ellátási zavarok miatt a német lakosságból sokan igyekeztek átköltözni a nyugati zónákba. A nyugati zónák parancsnokságai ennek a tendenciának nem örültek túlságosan, mert a saját lakosságuk ellátása is nagy erőfeszítéseket igényelt. A szovjet hatóságok viszont kezdetben nem csak eltűrték, de egyenesen támogatták a lakosság nyugati migrációját, abból az egyszerű meggondolásból kiindulva, hogy a távozók csökkentik a szovjet irányításra nehezedő ellátási terheket (ez a hozzáállás a későbbiekben természetesen az ellenkezőjére fordult).
A szovjet és a nyugati zónák közti zónahatárokon eközben fokozódott a feszültség: a nemkívánatos polgári migráció mellett gyakoriak voltak a szovjet erők oldaláról történő fegyveres, járműves határsértések és az ezeket követő, a zónahatárok mentén fekvő, nyugati övezetekbe tartozó települések elleni rablótámadások. Mindezek következtében és az időközben megváltozott szovjet nézőpont és igény miatt, 1946-ban a szövetségesek a szovjet és a nyugati zónák határát lezárták, és az átmenő forgalmat zónaközi közlekedési engedélyekhez kötötték.

### Bizóna és Trizóna
1946-ban, a hidegháború hajnalán fokozódó ütemben kezdett megromlani a háborús szövetségesek közti politikai viszony. Ennek a folyamatnak az egyik elemeként ebben az évben a Szovjetunió leállította a szovjet zónából a nyugati zónákba irányuló mezőgazdasági terményszállítást, amit amerikai oldalról a Ruhr-vidékről a szovjet zónába irányuló korábbi termékszállítások és ipari üzemáttelepítések leállításának válaszlépése követett. A Szovjetunió ezután felerősítette Amerika-ellenes propagandáját és igyekezett akadályokat gördíteni a négyhatalmi megszállás közös adminisztrációs munkájának útjába.
A nyugati megszálló hatalmak ezt követően igyekeztek szorosabbra fonni az egymás közti együttműködést. 1946. július 23-án eltöröltek minden forgalmi korlátozást a brit és az amerikai zóna között és a két övezetet az év végén gazdaságilag is egybevonták. Az így létrejött új adminisztratív egység a "két zóna" kifejezés alapján a Bizónia (Bizone) nevet kapta, amely a francia fél csatlakozását (1948) követően Trizónia névre változott.

### A két német állam megszületése

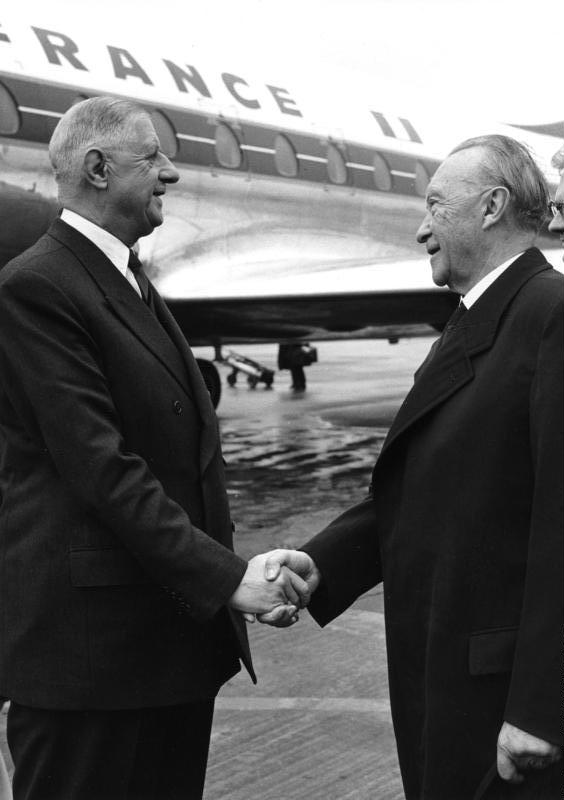
De Gaulle francia elnök és Adenauer német kancellár találkozója 1961-ben Kölnben. A két ország második világháború utáni megbékélése teremtette meg az Európai Unió alapját

Az egyre erősebb nyugati-szovjet ellentéteket a gazdasági nehézségek és az ezek kivédésére tett intézkedések is kiélezték. Trizóniában a hiperinflációval fenyegető gazdasági mélyrepülést 1948. június 21-én a német márka bevezetésével állították meg. Ezt a lépést a Szovjetunió gazdasági támadásnak fogta fel és a német márka nyugat-berlini bevezetését követően azonnal elzárta a Trizóniát Nyugat-Berlinnel összekötő vasúti, közúti és vízi útvonalakat (berlini blokád), hogy ezzel kikényszerítse a nyugat-berlini szektorok élelmiszerrel és üzemanyaggal a szovjet zónából történő ellátását, amely a szovjet befolyás és ellenőrzés kiterjesztését jelentette volna ezekre a szektorokra. A válságot a nyugati erők sikeres légihíddal védték ki, amelynek eredményeként a szovjet blokád később kifulladt, viszont az új nyugatnémet valuta beáramlása elleni védekezésül a szovjet zónában bevezették a keletnémet márkát.
A két, párhuzamosan bevezetett valutareform felgyorsította Németország kettészakadását. 1949. május 23-án Trizóniából hivatalosan is megalakult a nyugati többpárti demokráciát követő Német Szövetségi Köztársaság, 1949. október 7-én pedig a szovjet zónából Német Demokratikus Köztársaság néven szocialista ország alakult. Ez utóbbiból a fokozódó politikai és gazdasági problémák miatt egyre többen vándoroltak az NSZK-ba, ami ellen az NDK az 1950-es években a belnémet határ keleti oldalán a vasfüggöny ottani szakaszának egyre áthatolhatatlanabbá tételével, 1961-ben pedig a nyugatra távozás utolsó lehetőségeként számon tartott, még nyitott berlini szektorhatárok lezárásával (a berlini fal felhúzásával) védekezett.

## Gazdasági fejlődés

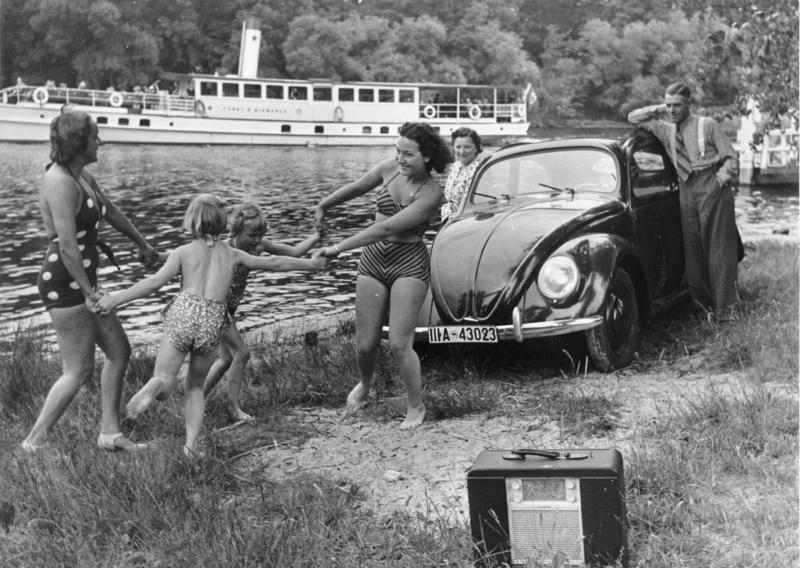
Nyaralás, táskarádió, személygépkocsi: a „gazdasági csoda” eredményei

Az évek során Nyugat-Németországban gazdasági és társadalmi fejlődés vette kezdetét. 1951-ben Franciaországgal, Olaszországgal, és a Benelux államokkal közösen az NSZK megalapítja az Európai Szén- és Acélközösséget (ESZAK), az Európai Unió elődjét, majd később az Európai Uniót, amihez később számos ország csatlakozott.
A Marshall-terv segítségével talpra állított gazdaság, a piacgazdasági viszonyok és a kereskedelem megélénkülése révén az NSZK hamarosan a fejlett, jóléti nyugat-európai államok sorába emelkedett, amit még az 1973-as és 1979-es olajválság sem tudott megfékezni.

## Belpolitika, pártok, problémák

### Kancellárok
- Konrad Adenauer (1949. szeptember 15. – 1963. október 16., CDU)
- Ludwig Erhard (1963. október 16. – 1966. december 1., CDU)
- Kurt Georg Kiesinger (1966. december 1. – 1969. október 21., CDU)
- Willy Brandt (1969. október 21. – 1974. május 7., SPD)
- Helmut Schmidt (1974. május 16.– 1982. október 1., SPD)
- Helmut Kohl (1982. október 1. – 1990. október 3., CDU)